# Ghetto d'Ousviaty
Le ghetto d'Ousviaty (en russe : Гетто в Усвя́тах) (juillet 1941 — novembre 1941) est un lieu de déportation de Juifs dans le village d'Ousviaty situé en Russie dans l'oblast de Pskov, suivant un processus destiné à exterminer la population juive, à l'époque de l'occupation de l'URSS par les forces du Troisième Reich, durant la Seconde Guerre mondiale. À la suite d'un mouvement de la ligne de front, après l'opération Typhon devant Moscou en janvier 1942, l'armée rouge parvint à libérer quelques survivants de ce ghetto.

## Occupation d'Ousviaty et création du ghetto
Ousviaty est une bourgade située en Russie, à quelques kilomètres de la frontière nord de la Biélorussie.
Selon le recensement de la population de l'URSS, en 1939, la population juive de ce village s'élevait à 636 personnes, soit 24,91 % du total de la population.
La Wehrmacht occupe le village le 13 juillet 1941, soit 5 semaines après qu'elle a fait son entrée en Biélorussie.
Très rapidement les Allemands organisent un ghetto. 
Tous les Juifs de plus de 13 ans sont obligés de porter l'étoile juive, sous peine de mort. Ils sont tous chassés aux limites du village, en direction d'un des lacs proches, sur un territoire situé entre les rues Malaia Naberejnaia, Gorki, Gvardeïskaia et la rue du 25e anniversaire de la révolution d'octobre. L'espace est entouré de fils de fer barbelés. Outre les habitants juifs du village se trouvent également plusieurs dizaines d'autres juifs qui évacuent depuis les territoires de la Biélorussie toute proche, envahie par les forces allemandes. D'autres Juifs, qui fuient les villages des environs du raïon d'Ousviaty, se retrouvent également dans le ghetto. Il est finalement occupé en tout par environ 550 juifs.

## Conditions de vie dans le ghetto
Les Juifs ne sont pas nourris et doivent échanger ce qu'ils possèdent encore pour avoir de quoi se nourrir. Puis ils en sont réduits à mendier. Durant l'hiver 1941, lorsque la température descendit à moins 35 °C il n'y avait rien pour allumer des feux du fait que les Allemands ne permettaient pas aux Juifs de se procurer du bois de chauffage. 
Les Allemands volent et tuent en toute impunité dans le ghetto. Selon le témoignage d'un témoin : « une famille juive, avant d'être enfermée dans le ghetto, s'est enfuie dans les bois mais n'a pas pu y survivre, les gens des environs ne l'aidant pas. Ils durent se résoudre à revenir au village d'Ousviaty. Les nazis, aidés de la police locale les interceptèrent et les ramenèrent au village. Un garçon a demandé au policier : „Tonton ne me tue pas“, mais pour toute réponse il reçut un violent coupe de botte dans l'estomac. Puis le soldat fusilla les parents. Il y avait une Juive dans le ghetto qui avait deux enfants de 15 et 10 ans. L'aîné est parti vers les champs. Le plus jeune se cacha sous le poêle. Les Allemands ont d'abord remarqué celui qui s'enfuyait dans les champs et l'ont abattu. La maman est revenue vers la maison en espérant sauver le cadet. Mais celui-ci a eu peur, et s'est jeté hors de la maison. Mais à ce moment-là, je l'ai vu en m'approchant des Allemands. Ils l'ont abattu ».
Les Juifs adultes étaient envoyés faire des travaux exténuants et souvent tout à fait inutiles, comme faire glisser de lourds rondins d'un endroit à l'autre.

## Destruction du ghetto
Pour impressionner les populations, les Allemands organisaient souvent des châtiments publics. Au début de novembre 1941 ils fusillèrent ainsi quatre personnes au nombre desquels Chaïm Mikailovitch Sandler qui exerçait les fonctions de chef du ghetto.
Dans la nuit du 6 novembre 1941, quelques jeunes Juifs du ghetto conduits par Genkin, un dirigeant des Jeunesses communistes, parviennent à s'enfuir après avoir tué un garde et blessé grièvement un autre. Ils réussissent à joindre une unité de partisans sous le commandement du commissaire P. V. Protasov. À la suite de cela, le 9 novembre 1941, une escouade punitive boucle le ghetto et empêche quiconque de s'échapper. Ensuite les prisonniers sont emmenés dans le champ. Les Allemands gardent les hommes et les jeunes femmes sans enfants et repoussent les autres dans le ghetto. Ces hommes et ces jeunes femmes sont tous abattus par fusillade. Les vieillards et les femmes reçoivent l'ordre de creuser le sol gelé à la pelle pour y enterrer les morts. Selon les documents officiels 343 Juifs furent tués. D'après les témoignages de témoins il y en aurait eu davantage.
En tout, dans le ghetto d'Ousviaty, 400 Juifs furent tués.

## Cas unique de sauvetage par l'armée rouge
Après la défaite des troupes allemandes devant Moscou en décembre 1941, la ligne du front se déplaça précipitamment vers le sud-ouest et le raïon d'Ousviaty, entrainant l'arrivée des troupes russes. Le 29 janvier 1942, l'armée rouge libéra ainsi le village. Les 100 Juifs qui avaient survécu furent libérés. Il fallut les évacuer en nombre parce que la menace d'une contre-offensive allemande était présente dans les esprits. Ce fut d'ailleurs le cas, un an plus tard, lorsque la ligne de front traversa à nouveau le village et sa région. Mais cette libération par l'armée rouge du village d'Ousviaty en janvier 1942, était un des rares cas de libération sur le territoire de l'ex-URSS de prisonniers juifs du ghetto qui fussent encore en vie. Le ghetto de Kalouga près de Moscou a aussi été libéré par l'armée rouge le 30 décembre 1941. 
Les Juifs du shtetl d'Ousviaty combattirent dans quelques brigades de Partisans soviétiques, biélorusses, des oblasts de Pskov et de Kalinine. Ainsi le détachement Tchkalov comptait dans ses rangs plusieurs Juifs d'Ousviaty. Ils sont presque tous morts en 1941 et 1942. Parmi les survivants, il faut compter M. Tseitline de la première brigade biélorusse qui reçut en 1944 la médaille de l'Ordre du Drapeau rouge. 

## Mémoire
Après la guerre, quelques familles juives vécurent encore à Ousviaty. Selon les souvenirs de quelques anciens résidents, le samedi se réunissait un minian dans la maison particulière de Moïse Zalmanovitch Epchtein. L'été, la population juive augmentait du fait des visites de famille en provenance de Leningrad et d'autres villes d'URSS. En 1950-60, le médecin-chef du raïon d'Ousviaty était Mikhael Abramovicth Brouk (qui est mort en 1973). En 2014, la famille Sadlerov vit encore dans le village dont elle est originaire.
Dans une des rues de l'ancien ghetto, et dans le cimetière, ont été élevés des mémoriaux en souvenir des victimes juives de la Shoah.

## Liens
- М. Брук. История гетто местечка Усвяты

- (ru) Cet article est partiellement ou en totalité issu de l’article de Wikipédia en russe intitulé « Гетто в Усвятах » (voir la liste des auteurs).